# Zaffelare

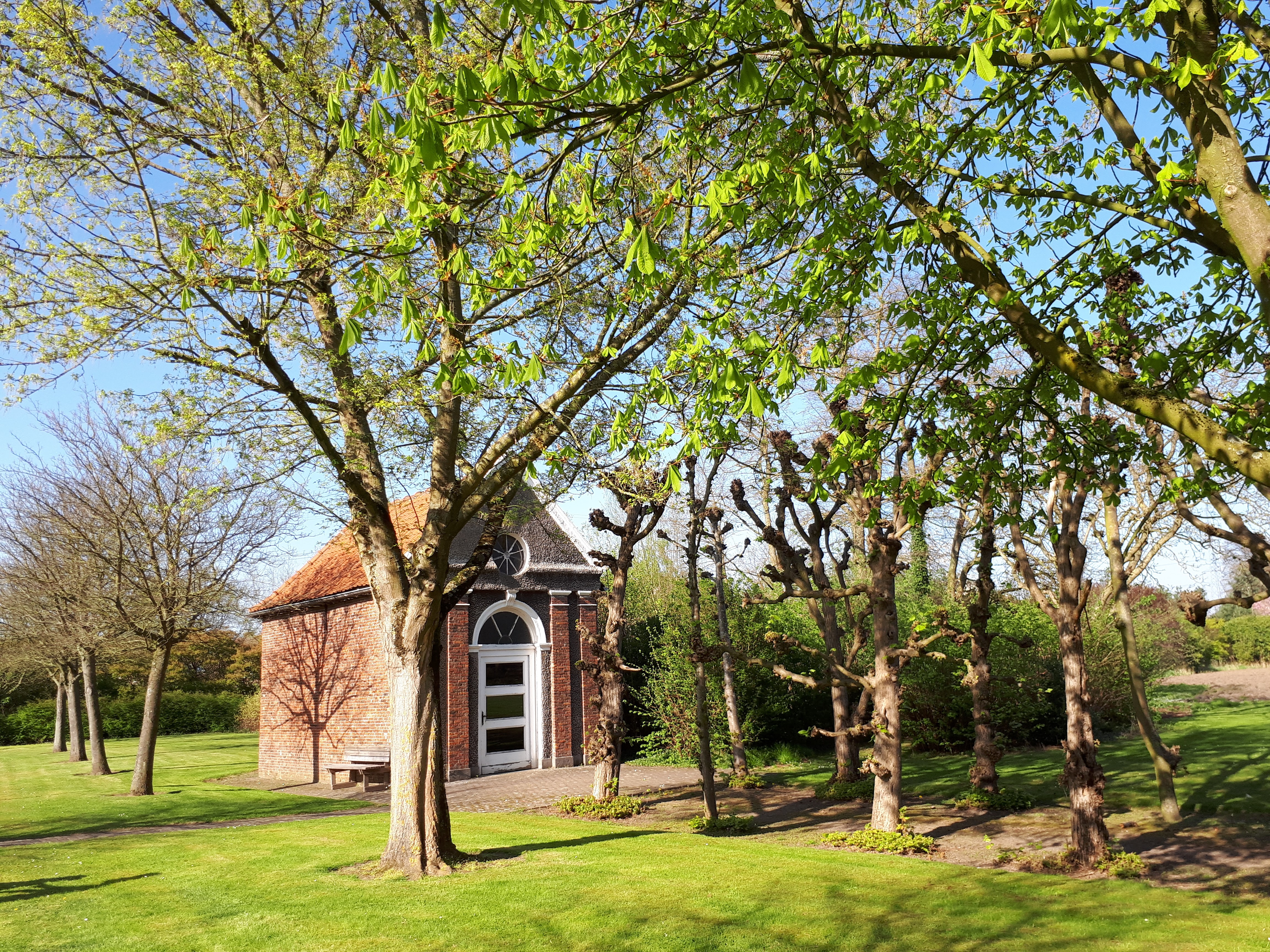
kapel in kloostertuin

Zaffelare is een dorp in de Belgische provincie Oost-Vlaanderen en een deelgemeente van Lochristi, het was een zelfstandige gemeente tot aan de gemeentelijke herindeling van 1977. Zaffelare ligt aan de westelijke rand van het Waasland, iets ten oosten van het Gentse havengebied.

## Geschiedenis
Zaffelare ontstond in de 12e en 13e eeuw. Het gebied was voordien niet bewoond, maar in deze eeuwen werd er bos ontgonnen en werd een dorpje gesticht, onder bestuur van de Gentse Sint-Pietersabdij. Oude benamingen van de plaats waren "Meentocht" en "Odeveld" (een naam die nog in de Oude Veldstraat, de zuidelijke grens te vinden is). Deze weg ligt op een kilometerslange zandrug die de natuurlijke zuidgrens van Zaffelare vormde. De natuurlijke noordgrens is de Zuidlede. De ontginning van het gebied zorgde voor diverse natuurlijke producten en grondstoffen: de ontgonnen gebieden leverden landbouwopbrengsten, de bossen leverden hout, en het gebied bracht ook turf en hooi voort. Bij geldnood haalde de abdij later inkomsten binnen door verkoop of vercijnzing.
Een eerste ontginning van 12 bunder vond plaats tussen 1150 en 1161. Tussen 1190 en 1123 was er een verdere langzame ontbossing en leenuitgifte. De abdij kreeg in 1221 van de bisschop van Doornik de toelating er een parochie te stichten en een kerk te bouwen. Grootschaliger ontginning gebeurde verder van 1223 tot 1281.
In 1221 kwam het patronaatsrecht van de parochie aan de Sint-Pietersabdij te Gent.
In 1815 vestigden zich de Zusters van Liefde van Jezus en Maria in Zaffelare, waar zij zich wijdden aan bejaardenzorg en onderwijs.
Tijdens de Eerste Wereldoorlog werd door de Duitsers de Hollandlinie aangelegd. Enkele bunkers hiervan zijn nog te vinden in het noorden van het grondgebied.
In 1964 werd 217 ha grondgebied afgestaan aan de gemeente Gent. In 1977 ging Zaffelare op in de fusiegemeente Lochristi

## Burgemeesters[1]
| Jaren       | Burgemeester               |
| ----------- | -------------------------- |
| 1558 - 1574 | Willem Van Bastelaere      |
| 1575 - 1578 | Jan de Vijldere            |
| 1579 - 1594 | Andries de Wale            |
| 1595 - 1605 | Pieter van Hesbeke         |
| 1606 - 1608 | Jan Hillaert               |
| 1609 - 1609 | Paul Bauwers               |
| 1610 - 1622 | Jacob Possemier            |
| 1623 - 1627 | Jan van Loo, de oude       |
| 1628        | Jan van der Schraegen      |
| 1629 - 1631 | Jan Goethals               |
| 1632 - 1634 | Joost de Wintere           |
| 1635        | Joris van Heertbrugghe     |
| 1636 - 1645 | Jan van Loo                |
| 1646 - 1647 | J. van Laere               |
| 1648        | Adriaan Moens              |
| 1649        | Antoon Gheldof             |
| 1650 - 1652 | Adriaan Moens              |
| 1653        | Jan van der Eedt           |
| 1654        | Frans van Laere            |
| 1655 - 1662 | Jan van Poucke             |
| 1663 - 1668 | Paul de Waele              |
| 1669 - 1673 | Lieven Aspere              |
| 1674        | Jan van Damme              |
| 1675 - 1681 | Jan Bontinck               |
| 1682 - 1683 | Jacob van der Bruggen      |
| 1684 - 1686 | Frans van Laere            |
| 1687 - 1688 | Jan Bontinck               |
| 1689        | Pieter van Laere           |
| 1690        | Jan Bontinck               |
| 1691 - 1693 | Lukas Aper                 |
| 1694 - 1695 | Jan van Pamel              |
| 1696 - 1704 | Adriaan Moens              |
| 1705 - 1708 | Jan Verheet                |
| 1709 - 1711 | Pieter Leyns               |
| 1712        | Jan Verheet                |
| 1713        | Frans van Laere, f* Grant  |
| 1714 -1715  | Pieter Leyns               |
| 1716 - 1717 | Jan Onghenae               |
| 1718 - 1719 | Jan Verheet                |
| 1720 - 1722 | Jacob van Laere            |
| 1723 - 1727 | J.-B van Reyschoot         |
| 1728 - 1729 | Lieven Onghenae            |
| 1730 - 1735 | Jacob van Laere            |
| 1736        | Frans Nimmegheers          |
| 1737        | Jacob van Laere            |
| 1738 - 1740 | Frans Nimmegheers          |
| 1741 - 1749 | Jacob van Laere            |
| 1750 - 1765 | Jan Onghenae               |
| 1766 - 1771 | Jan van Laere              |
| 1772 - 1779 | Jan Merquenie              |
| 1780        | Ferdinand de Vylder        |
| 1781 - 1787 | Lieven van Bruyssel        |
| 1788 - 1790 | Jan Bauwens                |
| 1791 - 1799 | Lieven van Bruyssel        |
| 1800 - 1807 | Benedikt de Bock           |
| 1808 - 1816 | Ferdinand de Bock          |
| 1817 - 1841 | J.-B de Bock               |
| 1842 - 1860 | Jan van Bruyssel           |
| 1861 - .... | Eugeen-Jozef-Marie Lippens |

## Demografische ontwikkeling

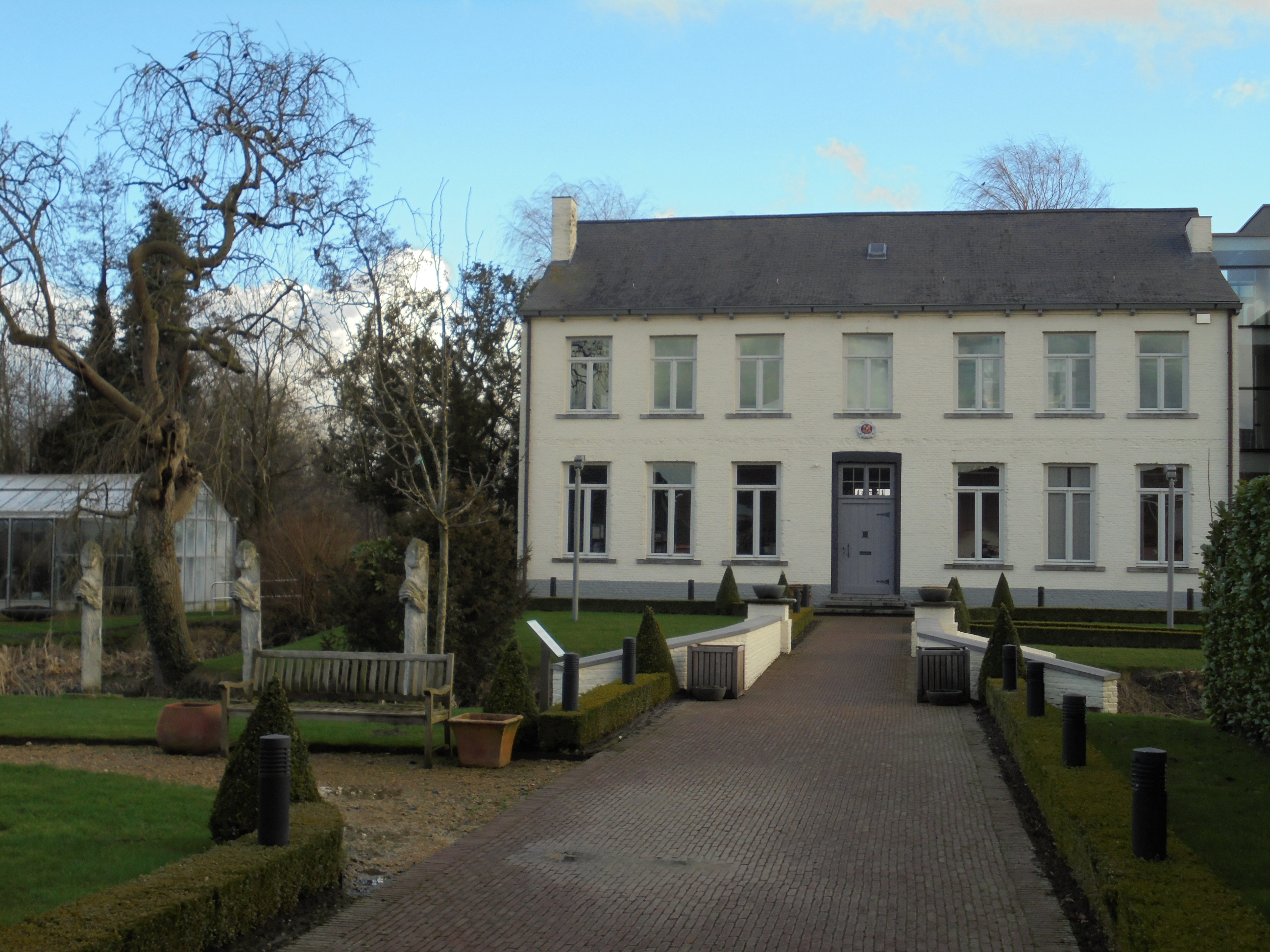
Zaffelare: Vroegere pastorie

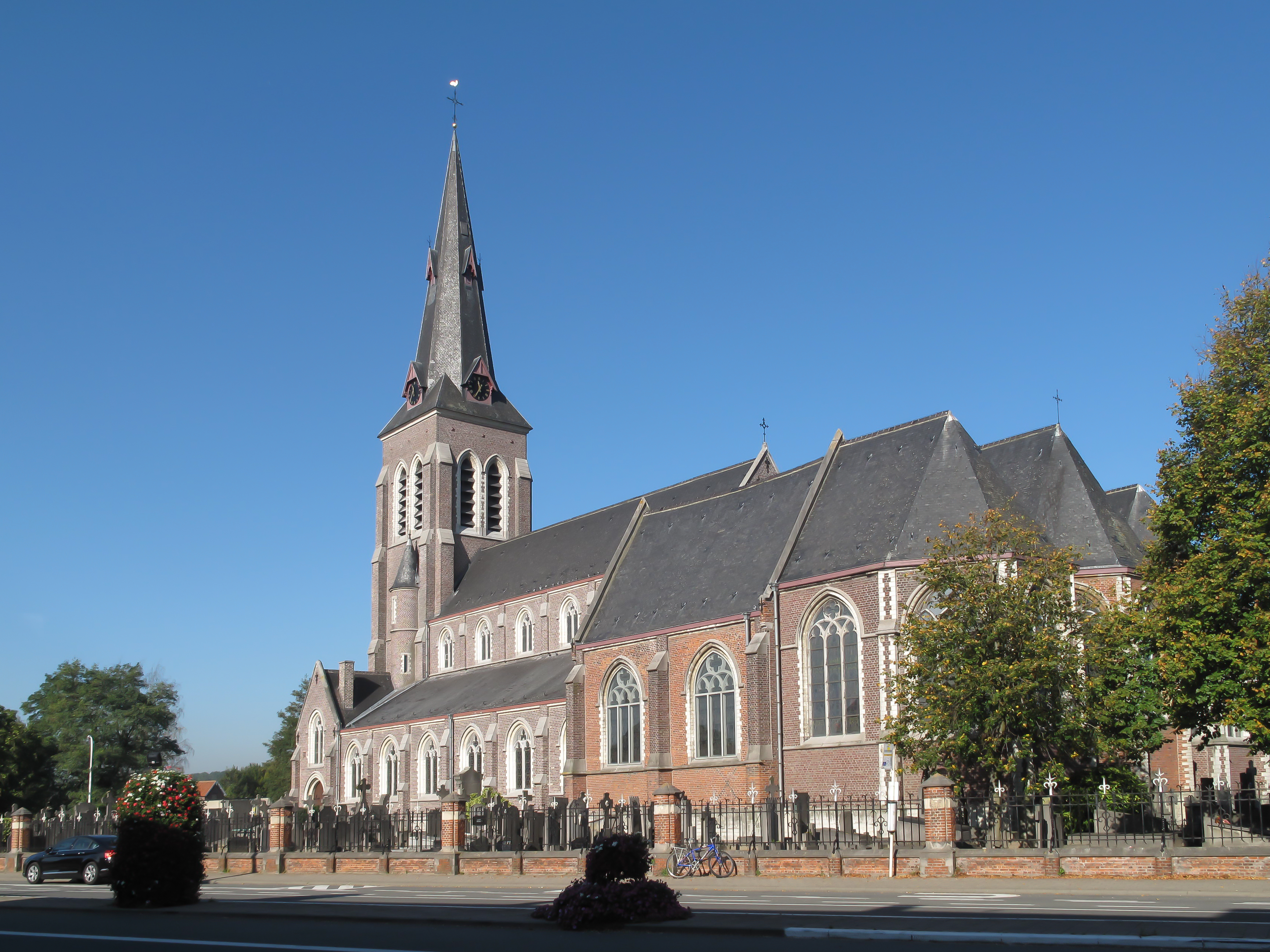
Onze-Lieve-Vrouw en Sint-Petruskerk

- Bronnen:NIS, Opm:1831 tot en met 1970=volkstellingen; 1976 = inwoneraantal op 31 december

## Bezienswaardigheden
- De Onze-Lieve-Vrouw en Sint-Pieterskerk.
- De oude Pastorie. Hierin is sinds de renovatie een sierteeltmuseum gevestigd.
- Kasteel van de Woestijne

## Natuur en landschap
Zaffelare ligt in Zandig Vlaanderen en in het Waasland. De hoogte bedraagt 5-6 meter. De belangrijkste waterloop is de Zuidlede die ten noorden van Zaffelare verloopt. Daarbij ligt natuurgebied Siesmeers met aan de overzijde van de vaart het Provinciaal Domein Puyenbroeck.

## Zaffelare in de media
Zaffelare kwam in de schijnwerpers te staan in het programma Willy's en Marjetten, door de terugkerende personages van Gaston D'haese en Eddy Walput, politieagenten die in een vete verwikkeld waren met het korps van Zaffelare, en later zelfs de inwoners van Zaffelare.
Later kwam Zaffelare in de media door "Jasper Van Zaffelare", een vondeling die in een doos in het station van Zaffelare aangetroffen werd door Agenten D'haese & Walput. De politie van Zaffelare kwam tussen. Agent Jaspers van het korps van Zaffelare doopte de vondeling "Jasper Van Zaffelare".

## Trivia
- De bijnaam van de inwoners is beseboten.[2]

## Nabijgelegen kernen
Lochristi, Hijfte, Desteldonk, Mendonk, Wachtebeke, Doorslaar, Beervelde
Deelgemeenten: Beervelde · Lochristi · Wachtebeke · Zaffelare · Zeveneken

Overige plaatsen: Berdelingebuurte (deels) · Hijfte · Overslag

Belgische gemeenten · Arrondissement Gent · Oost-Vlaanderen · Vlaanderen